# Francesca de Lorena
Francesca de Lorena (en francès Françoise de Lorraine) va néixer a Nantes (França) el novembre de 1592i va morir a París el 8 de setembre de 1669. Era una noble francesa, filla de Felip Emmanuel (1558-1602) i de Maria de Luxemburg (1562-1623). Era duquessa de Mercœur i de Penthièvre, marquesa de Nomeny i baronessa d'Ancenis.
Francesca de Lorraine era coneguda per la seva gran religiositat. Va protegir Vicenç de Paül, i no va dubtar a pagar personalment per ajudar els indigents de París. L'agitada vida del seu marit la va obligar, en més d'una ocasió, a agafar el camí de l'exili, però ella va conservar l'estima de la Reina Regent Anna d'Àustria, amb qui estava enfrontat el seu marit. Tampoc li va impedir administrar els seus dominis i el 1612, va vendre el marquesat de Nomeny que havia heretat del seu avi, al seu cosí el duc Enric II de Lorena.

## Matrimoni i fills
Després d'haver fracassat amb l'intent de casar-se amb el seu cosí  Carles de Lorena, el 16 de juliol de 1608 es va casar a Fontainebleau amb el duc de Vendôme Cèsar de Borbó (1594-1665), fill il·legítim del rei Enric IV de França (1553-1610) amb la seva amistançada Gabriela d'Estrées (1571-1599). El casament va servir per segellar la pau entre el seu pare, que dirigia la Santa Lliga de París a la Bretanya, i el rei de França Enric IV, i va tenir tres fills:
- Lluís (1612-1669), casat amb Laura Mancini.
- Elisabet (1614-1664), casada amb Carles Amadeu de Savoia-Nemours (1624-1652).
- Francesc (1616-1669).